# Aminata Guèye
Aminata Guèye (Thiès, 20 marzo 1954) è un'ex cestista senegalese.

## Carriera
Con il Senegal ha disputato due edizioni dei Campionati mondiali (1975, 1979).